# ويلكي دي فيرغسون
ويلكي دي فيرغسون (بالإنجليزية: Wilkie D. Ferguson)‏  (و. 1938 – 2003 م) هو محامي، وقاضي من الولايات المتحدة الأمريكية.  
توفي عن عمر يناهز 65 عاماً. بسبب ابيضاض الدم.

## التعليم
تعلم في جامعة هوارد.